# Ilmari Nylund
Ilmari Aleksanteri Nylund, född 6 januari 1905 i Tammerfors, död 12 maj 1996 i Helsingfors, var en finländsk målare. 
Nylund studerade 1926–1933 som privatelev vid Finska konstföreningens ritskola och 1937–1940 likaledes som privatelev vid Finlands konstakademis skola med Werner Åström och William Lönnberg som lärare. Han ställde ut första gången 1931. Nylund blev känd bland annat för sina monumentala och formfasta figurbilder, ofta med fiskarmotiv och landskap med inspiration av Paul Gauguin och Paul Cézanne. Även Nylunds blomster- och trädmotiv är gjorda med för honom karakteristiska mustiga färger, speciellt gröna och blå. Han deltog i bland annat väggmålningstävlingar, och hans förslag prisbelönades eller löstes in. Han undervisade 1953–1954 vid Finlands konstakademis skola. Han blev känd av flera generationer blivande konstnärer genom sin vaktmästartjänst vid konstskolorna i Ateneum, som han efter sin egen studietid skötte i över trettio år.